# Карсан Понсон
Карсан Понсон (фр. Carcen-Ponson) насеље је и општина у југозападној Француској у региону Аквитанија, у департману Ланд која припада префектури Дакс.
По подацима из 2011. године у општини је живело 634 становника, а густина насељености је износила 17,27 становника/km². Општина се простире на површини од 36,72 km². Налази се на средњој надморској висини од 44 метара (максималној 102 m, а минималној 12 m).

## Демографија
| 1962. | 1968. | 1975. | 1982. | 1990. | 1999. | 2011. |
| ----- | ----- | ----- | ----- | ----- | ----- | ----- |
| 560   | 566   | 538   | 556   | 600   | 566   | 634   |

График промене броја становника у току последњих година